# NGC 3813
NGC 3813 (również PGC 36266 lub UGC 6651) – galaktyka spiralna (Sb), znajdująca się w gwiazdozbiorze Wielkiej Niedźwiedzicy. Odkrył ją William Herschel 28 kwietnia 1785 roku.